# Rhynchomys banahao
Rhynchomys banahao  (Balete, Rickart, Rosell-Ambal, Jansa & Heaney, 2007) è un roditore della famiglia dei Muridi endemico dell'isola di Luzon, nelle Filippine.

## Descrizione

### Dimensioni
Roditore di medie dimensioni, con la lunghezza della testa e del corpo tra 178 e 190 mm, la lunghezza della coda tra 127 e 130 mm, la lunghezza del piede tra 39 e 40 mm, la lunghezza delle orecchie di 25 mm e un peso fino a 155 g.

### Aspetto
La pelliccia è corta e densa. Le parti dorsali sono grigio-brunastre scure, mentre le parti ventrali sono gradualmente grigiastre, con la punta dei peli bianca. Sono presenti due macchie interamente bianche sul petto e sull'addome. Il mento è grigio scuro, mentre il naso e le labbra sono prive di pigmento. Gli occhi sono contornati di grigio chiaro, le palpebre sono nere. Le vibrisse sono lunghe. Le orecchie sono lunghe, ovali, scure e cosparse di pochi corti peli nerastri. Le zampe anteriori sono corte ma provviste di dita robuste con artigli lunghi, il loro dorso è grigio scuro e cosparso di corti peli grigio scuri, mentre il dorso dei piedi è privo di pigmento e cosparso di peli biancastri. La coda è più corta della testa e del corpo, è tozza ed è uniformemente nera con la punta chiara.

## Biologia

### Comportamento
È una specie terricola, attiva sia di giorno che di notte..

### Alimentazione
Si nutre di lombrichi ed altri invertebrati.

## Distribuzione e habitat
Questa specie è conosciuta soltanto sul Monte Banahaw, nella parte meridionale dell'isola di Luzon, nelle Filippine.
Vive nelle foreste primarie montane tra 1.250 e 1.465 metri di altitudine, dominate da specie di Podocarpus, Lithocarpus e Syzygium.

## Conservazione
La IUCN Red List, considerato che questa specie è conosciuta soltanto attraverso tre esemplari, classifica R.banahao come specie con dati insufficienti (DD).